# Desmacidon armatum
Desmacidon armatum är en svampdjursart som beskrevs av Schmidt 1868. Desmacidon armatum ingår i släktet Desmacidon och familjen Desmacididae.
Artens utbredningsområde är havet utanför Algeriet. Inga underarter finns listade i Catalogue of Life.